# Торнхил (Кентаки)
Торнхил (енгл. Thornhill) град је у америчкој савезној држави Кентаки.

## Демографија
По попису из 2010. године број становника је 178, што је 3 (1,7%) становника више него 2000. године.
| Група             | 2000.       | 2010.       |
| Белци             | 174 (99,4%) | 161 (90,4%) |
| Афроамериканци    | 0 (0,0%)    | 7 (3,9%)    |
| Азијати           | 0 (0,0%)    | 4 (2,2%)    |
| Хиспаноамериканци | 0 (0,0%)    | 2 (1,1%)    |
| Укупно            | 175         | 178         |